# Stefan Nemania
Stefan Nemania (Nemanja) (serb. Стефан Немања [Stefan Nemaňa]), Symeon Serbski (cs. Prepodobnyj Simeon car Serbskij, Mirotocziwyj) (ur. ok. 1113 lub około 1133, zm. 13 lutego 1199 lub 1200) – wielki żupan Raszki (1170–1196), po uniezależnieniu od Bizancjum około 1190 roku nazywanej coraz powszechniej Serbią, święty Kościoła prawosławnego.

## Życiorys
Osadzony około 1168 roku przez cesarza Manuela I Komnena, jako zarządca dzielnicy położonej we wschodniej Raszce, do roku 1171 pokonał najstarszego brata i wspierających go młodszych braci i sam objął tron wielkożupański. Podjęta wówczas próba uniezależnienia się od Bizancjum zakończyła się w 1172 roku klęską i niewolą w Konstantynopolu. Przywrócony na tron wielkożupański uznał się wasalem Bizancjum. Po śmierci Manuela Komnena w 1183 ponownie podjął kroki przeciw Bizancjum, które w 1190 doprowadziły do uznania niezależności Serbii. W okresie swego panowania rozszerzył terytorium swego państwa w kierunku wybrzeża dalmatyńskiego. Prowadził szeroko zakrojoną działalność budowniczą. W 1196 roku zrzekł się władzy na rzecz syna i wstąpił do klasztoru. Zmarł w klasztorze hilandarskim na górze Atos. W Serbii jest czczony jako święty pod imieniem Symeona.

## Związki rodzinne
Syn Zawidy, księcia należącego do raszkańskiej dynastii wielkożupańskiej. Urodził się w 1113 roku w Ribnicy, w Zecie, podczas pobytu ojca na wygnaniu. Z dzielnicą tą łączyły Nemanię zawsze bardzo silne związki. W dolinie Toplicy wzniósł w późniejszym czasie 2 monastery: Bogurodzicy i św. Mikołaja. Żonaty z Anną miał z nią trzech synów i przynajmniej trzy córki:
- Wukana
- Stefana – pierwszego króla Serbii
- Rastka – pierwszego patriarchę serbskiego
- mniszkę Wukę
- nieznaną z imienia żonę Manuela Angelosa
- nieznaną z imienia żonę jednego z członków bułgarskiej dynastii Asenowiczów[2].

|                                    |                                    |                                                              |                                                              |                                       |                                       |                                   |                                   |                                          |                                          |                                               |                                               |  |
|                                    |                                    |                                                              | Zawida żupan                                                 |                                       |                                       |                                   |                                   |                                          |                                          |                                               |                                               |  |
|                                    |                                    |                                                              |                                                              |                                       |                                       |                                   |                                   |                                          |                                          |                                               |                                               |  |
|                                    |                                    |                                                              |                                                              |                                       |                                       |                                   |                                   |                                          |                                          |                                               |                                               |  |
| Tihomir wielki żupan ok. 1168-1170 | Tihomir wielki żupan ok. 1168-1170 |                                                              |                                                              | Stracimir władca nad Zachodnią Morawą | Stracimir władca nad Zachodnią Morawą | Mirosław książę Zahumla 1168-1190 | Mirosław książę Zahumla 1168-1190 |                                          |                                          |                                               |                                               |  |
|                                    |                                    |                                                              |                                                              |                                       |                                       |                                   |                                   |                                          |                                          |                                               |                                               |  |
|                                    |                                    | Stefan Nemania wielki żupan 1170-1196                        | Stefan Nemania wielki żupan 1170-1196                        | Anna                                  | Anna                                  |                                   |                                   |                                          |                                          |                                               |                                               |  |
|                                    |                                    |                                                              |                                                              |                                       |                                       |                                   |                                   |                                          |                                          |                                               |                                               |  |
|                                    |                                    |                                                              |                                                              |                                       |                                       |                                   |                                   |                                          |                                          |                                               |                                               |  |
|                                    |                                    |                                                              |                                                              |                                       |                                       |                                   |                                   |                                          |                                          |                                               |                                               |  |
| Wukan                              | Wukan                              | Stefan Pierwszy Koronowany (ur. ok. 1165, panował 1196-1227) | Stefan Pierwszy Koronowany (ur. ok. 1165, panował 1196-1227) | Rastko                                | Rastko                                | Wuka mniszka                      | Wuka mniszka                      | nieznana z imienia żona Manuela Angelosa | nieznana z imienia żona Manuela Angelosa | nieznana z imienia żona jednego z Asenowiczów | nieznana z imienia żona jednego z Asenowiczów |  |

## Zdobycie tronu wielkożupańskiego
Około 1168 roku cesarz bizantyński Manuel I Komnen zrzucił z tronu wielkożupańskiego sprawiającego kłopoty Bizancjum Desę i osadził na nim Tihomira najstarszego syna Zawidy, przydzielając również dzielnice jego młodszym braciom: Stefanowi Nemanii – wschodnie krańce Raszki I Toplicę, Ibar, Rasinę i Rekę. Nieco później cesarz dodał mu jeszcze Duboczicę leżącą koło Leskowca. Stracimir otrzymał ziemie w zachodniej Raszce, a Mirosław Polimje. Około 1170 roku Nemania zbuntował się przeciw Tihomirowi I pokonał go przy pomocy braci koło Pantina na Kosowym Polu. Tihomir zginął w czasie ucieczki z pola bitwy. Prawdopodobnie utonął w pobliskiej Sitnicy.

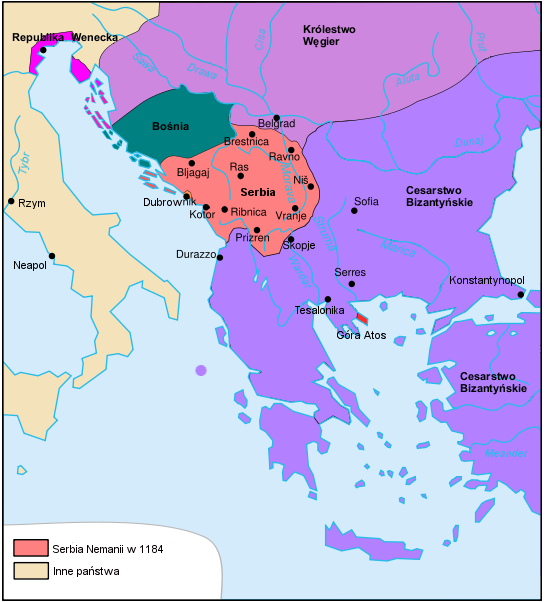
Serbia w okresie panowania Nemanii

Po zwycięstwie nad starszym bratem Nemania objął tron w Raszce. Dwaj młodsi bracia otrzymali nowe rozleglejsze dzielnice. Stacimir ziemie nad Zachodnią Morawą z ośrodkiem w Gradcu (obecnie: Czaczak), gdzie ufundował monaster św. Bogurodzicy. Mirosław otrzymał Zahumle i tytułował się kneziem Humu. Zachował też posiadłości w Polimju, gdzie ufundował monaster w Bijelom Polu nad Limem. Po zdobyciu tronu raszkańskiego Nemania wystąpił w przymierzu z Węgrami, Wenecjanami i Niemcami przeciw Bizancjum. Tron węgierski objął jednak w tym czasie Bela III sprzymierzeniec cesarza bizantyńskiego Manuela Komnena. Osamotniony Nemania nie zdołał obronić swego państwa przed najazdem bizantyńskim i w 1172 roku znalazł się jako więzień cesarski w Konstantynopolu. Powrócił na tron w Raszce jako wasal bizantyński, którym pozostał do 1183 roku.

## Ekspansja
Klęski poniesione przez Bizancjum skłoniły go do zaatakowania w 1183 roku w przymierzu z Belą III węgierskim ziem Cesarstwa. W wyniku kampanii wojennej przyłączył do swego państwa ziemie położone wokół Niszu i Sredca. W tym samym roku podbił też resztki królestwa Zety – pas nadmorski pomiędzy Kotorem a Skadarem pozostający pod władzą bizantyńską, chociaż mający również swego zeckiego knezia. W Skadarze osadził, jako tytularnego „króla” Zety swego najstarszego syna Vukana. Podbił również nadmorskie miasta Górnej Dalmacji: Danj, Sarda, Drivast, Svač, Ulcinj, Bar i Kotor.

### Wojna z Dubrownikiem
Jednocześnie z pochodem Nemanii jego bracia Stracimir i Mirosław humski w 1184 rozpoczęli napadać na posiadłości republiki Dubrownika. Najpierw próbował Stracimir razem z flotą zająć wyspę Korčulę, ale w bitwie morskiej poniósł klęskę w wyniku czego jego flota została spalona, a on sam ledwo uszedł z życiem. W tym samym roku Mirosław na czele 13 statków napadł Dubrownik, jednak 18 sierpnia został pobity niedaleko od Poljica przy wyspie Koločep. W następnym roku – 1185, Miroslav obległ miasto, jednakże już po 7 dniach nękania mieszkańców przez machiny oblężnicze wycofał się. Dubrownik obronił się dzięki pomocy włoskich Normanów.
27 września 1186 roku Stefan Nemania wspólnie z braćmi Stracimirem i Mirosławem zawarł z miastem traktat pokojowy przyznający Dubrownikowi prawo prowadzenia swobodnego handlu „według starego zwyczaju”, w całej Serbii, a zwłaszcza na targu Drijewa położonym u ujścia Neretwy do Adriatyku, który dawał również możliwość handlu z Bośnią. Pod koniec życia podobne przywileje Nemania nadał również kupcom ze Splitu. Przyniosło to w następnych dziesięcioleciach rozkwit kolonii kupców, a następnie również rzemieślników z Dubrownika, innych miast dalmatyńskich, a nawet włoskich przy serbskich osadach targowych.

## Uniezależnienie Serbii od Bizancjum

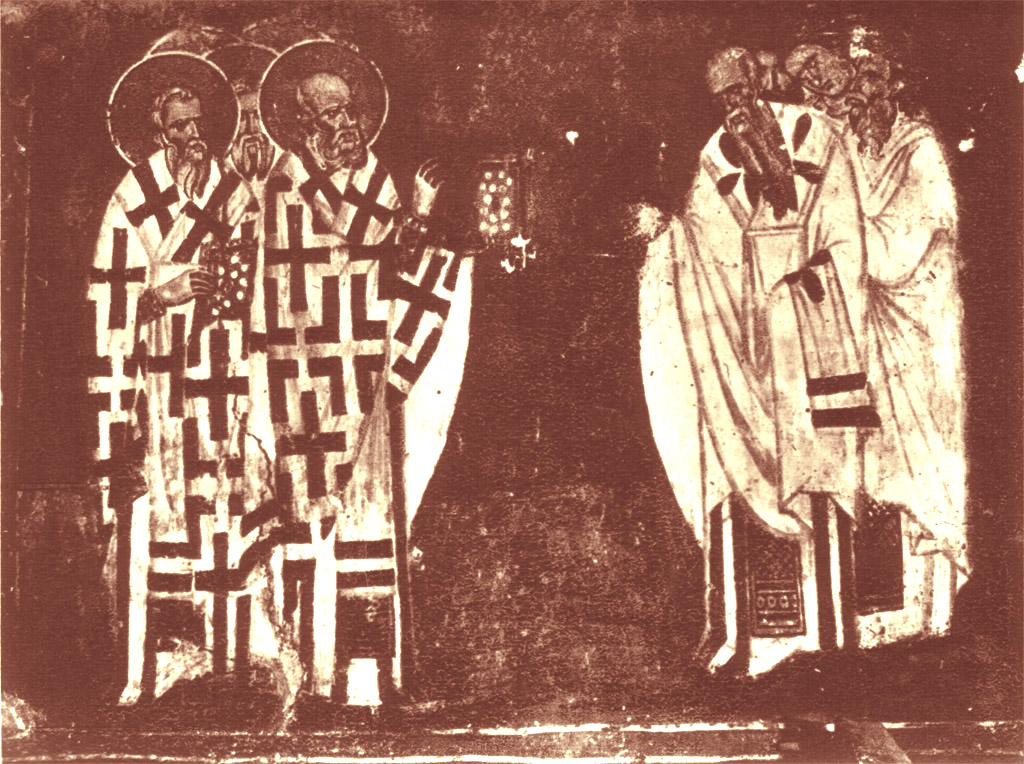
Sabor przeciw bogomiłom

Przed 1188 rokiem Nemania wysłał poselstwo do cesarza rzymskiego Fryderyka Barbarossy przebywającego w Norymberdze, zapraszając go na swój dwór, w czasie projektowanej przez cesarza wyprawy krzyżowej. W następnym roku podjął cesarza w Niszu. W trakcie pertraktacji, w których wziął również udział car bułgarski Asen I, władcy słowiańscy uznali się lennikami cesarskimi. W następnym roku, wykorzystując przemarsz krzyżowców przez Bałkany, i związane z tym konflikty pomiędzy krzyżowcami a Bizancjum, Nemania opanował północną i wschodnią Macedonię ze Skopjem, Pernikiem i Welbużdem (obec. Kiustendił). W 1189 roku podbił królestwo Zety i osadził na jego tronie swego syna Wukana. Po odejściu krzyżowców poniósł jednak klęskę nad Morawą. Bizantyńczycy odzyskali utracone terytoria, uznali jednak w zawartym układzie pokojowym niezależność ziem Stefana Nemanii obejmujących Raszkę, Zetę, albańskie porty Pivot i Hvosno (obec. Metonia) i Kosowe Pole. Układ przypieczętowano małżeństwem drugiego syna Nemanii Stefana z bratanicą cesarza Eudoksją oraz nadaniem synowi Nemanii tytułu sebastokratora, podkreślającego zależność Serbii od Bizancjum.
W 1190 lub 1191 roku, wykorzystując śmierć brata Stracimira, Nemania strącił z tronu humskiego, brata Mirosława I osadził na nim swego młodszego syna Rastka. W ten sposób pod koniec życia zjednoczył ziemie serbskie pod jednym berłem.
Stefan Nemania popierał na swoich ziemiach rozwój kościoła prawosławnego. Wspierał rozwój budownictwa kościelnego. Główną jego fundacją był budowany w latach 1183–1196, monaster w Studenicy (tak zwana: zadužbina), w którym miał być pochowany. Nemania zwalczał w swym państwie popieranych przez świeckich możnowładców bogomiłów zwanych w Serbii babunami.

## Ostatnie lata
Wiosną 1196 roku Stefan Nemania przekazał tron swemu średniemu synowi Stefanowi. Złożył w Studenicy śluby zakonne, przyjmując imię Symeon, a po upływie roku udał się na górę Athos, gdzie przebywał już jego najmłodszy syn Rastko. W czasie swego pobytu w klasztorze Stefan-Symeon posłał syna do Konstantynopola w celu uzyskania zgody cesarza Aleksego III Angelosa na założenie na górze Athos monasteru serbskiego, na ruinach monasteru Chilandar. W wydanym przez siebie dokumencie fundacyjnym (tzw. Przywilej Chilendarski) Nemania nadawał Chilandarowi liczne ziemie, ludzi i dochody w Serbii. Zmarł 13 lutego 1200 roku. W czerwcu 1200 roku cesarz Aleksy III wystawił chrysobullę zatwierdzającą założenie monasteru serbskiego na górze Athos.
Stefan Nemania jest czczony w Kościele prawosławnym pod imieniem Symeona.

## Kult

### Dzień obchodów
Cerkiew prawosławna wspomina świętego mnicha 13/26 lutego, tj. 26 lutego według kalendarza gregoriańskiego.

### Ikonografia
W ikonografii święty mnich przedstawiany jest jako stary mężczyzna w szatach i kapturze mnicha wielkiej schimy. Ma zakończoną w szpic, długą, siwą brodę. Na ikonach najczęściej prawą dłoń ma uniesioną w błogosławieństwie, w lewej trzyma krzyż lub zwój, na którym zwykle znajdują się słowa: „Dzieci moje umiłowane, razem ze mną wychwalajcie Pana”.